# Comuna Kadrina
Kadrina este o comună (vald) din Comitatul Lääne-Viru, Estonia.
Comuna cuprinde 2 târgușoare (alevik) - localități de tip urban și 37 de sate. Limita nordică a perimetrului administrativ al comunei coincide cu limita sudică a Parcului Național Lahemaa.
Reședința comunei este târgușorul (alevik) Kadrina.

## Localități componente

### Târgușoare (nuclee de tip urban)
- Kadrina
- Hulja

### Sate
- Ama
- Arbavere
- Hõbeda
- Härjadi
- Jõepere
- Jõetaguse
- Kadapiku
- Kallukse
- Kihlevere
- Kiku
- Kõrveküla
- Lante
- Leikude
- Loobu
- Läsna
- Mõndavere
- Mäo
- Neeruti
- Ohepalu
- Orutaguse
- Pariisi
- Põima
- Ridaküla
- Rõmeda
- Salda
- Saukse
- Tirbiku
- Tokolopi
- Udriku
- Uku
- Undla
- Vaiatu
- Vandu
- Viitna
- Vohnja
- Võduvere
- Võipere

## Transporturi
Perimetrul comunei este traversat de autostrada Tallinn - Narva și de calea ferată Tallinn - Sankt Petersburg.